# Von der UdSSR zurückgeführte Gemälde der Dresdner Gemäldegalerie
Von der UdSSR zurückgeführte Gemälde der Dresdner Gemäldegalerie ist der Titel dreier Briefmarkenserien, die in den Jahren 1955, 1957 und 1959 von der Deutschen Post der DDR ausgegeben wurden. Der DDR-Universalkatalog führt die Serien unter den Titeln Von der UdSSR gerettete und zurückgeführte Kunstschätze der Dresdner Galerie und Rückgabe der geretteten Kunstschätze der Dresdner Galerie durch die UdSSR. Alle  Marken haben eine einheitliche Darstellung und wurden von Erich Gruner entworfen. Sie machen allein etwa ein Sechstel aller Briefmarken der Deutschen Post der DDR aus, die Exponate von Museen in Dresden zeigen.

## Hintergrund
Der Ausgabegrund war die Rückgabe der als Beutekunst nach dem Zweiten Weltkrieg in die Sowjetunion gelangten Gemälde.

## Liste der Ausgaben und Motive
Legende
- Bild: Eine bearbeitete Abbildung der genannten Marke. Das Verhältnis der Größe der Briefmarken zueinander ist in diesem Artikel annähernd maßstabsgerecht dargestellt. Sollten keine Marken abgebildet sein, liegt es daran, dass das Urheberrecht des Künstlers noch nicht erloschen ist.
- Beschreibung: Eine Kurzbeschreibung des Motivs und/oder des Ausgabegrundes. Bei ausgegebenen Serien oder Blocks werden die zusammengehörigen Beschreibungen mit einer Markierung versehen eingerückt.
- Wert: Der Frankaturwert der einzelnen Marke in Pfennig. Ein „+“ bedeutet, dass es sich um eine Zuschlagsmarke handelt (= Frankaturwert + Spende).
- Ausgabedatum: Das Datum des erstmaligen Verkaufs dieser Briefmarke.
- Auflage: Soweit bekannt, wird hier die zum Verkauf angebotene Anzahl dieser Ausgabe angegeben.
- Entwurf: Soweit bekannt, wird hier angegeben, von wem der Entwurf dieser Marke stammt.
- Mi.-Nr.: Diese Briefmarke wird im Michel-Katalog unter der entsprechenden Nummer gelistet.

| Bild | Beschreibung | Wert | Ausgabe- datum    | Auflage   | Entwurf      | Mi.-Nr. |
| ---- | --- | ---- | ----------------- | --------- | ------------ | ------- |
|      | Von der UdSSR zurückgeführte Gemälde der Dresdner Gemäldegalerie (I) - „Bildnis eines jungen Mannes“ von Albrecht Dürer                             | 5    | 15. Dezember 1955 | 4.000.000 | Erich Gruner | 504     |
|      | - „Das Schokoladenmädchen“ von Jean-Étienne Liotard                                                                                                 | 10   | 15. Dezember 1955 | 4.000.000 | Erich Gruner | 505     |
|      | - „Bildnis eines Knaben“ von Pinturicchio | 15   | 15. Dezember 1955 | 750.000   | Erich Gruner | 506     |
|      | - „Selbstbildnis mit Saskia“ von Rembrandt | 20   | 15. Dezember 1955 | 4.000.000 | Erich Gruner | 507     |
|      | - „Brief lesendes Mädchen am Fenster“ von Jan Vermeer van Delft                                                                                     | 40   | 15. Dezember 1955 | 2.000.000 | Erich Gruner | 508     |
|      | - „Die Sixtinische Madonna“ von Raffael | 70   | 15. Dezember 1955 | 2.000.000 | Erich Gruner | 509     |
|      | Von der UdSSR zurückgeführte Gemälde der Dresdner Gemäldegalerie (II) - „Heilige Familie mit der heiligen Elisabeth und Joseph“ von Andrea Mantegna | 5    | 26. Juni 1957     | 6.000.000 | Erich Gruner | 586     |
|      | - „Die Tänzerin Barbarina Campanini“ von Rosalba Carriera                                                                                           | 10   | 26. Juni 1957     | 6.000.000 | Erich Gruner | 587     |
|      | - „Bildnis des Sieur de Morette“ von Hans Holbein dem Jüngeren                                                                                      | 15   | 26. Juni 1957     | 6.000.000 | Erich Gruner | 588     |
|      | - „Der Zinsgroschen“ von Tizian | 20   | 26. Juni 1957     | 6.000.000 | Erich Gruner | 589     |
|      | - „Saskia mit der roten Blume“ von Rembrandt | 25   | 26. Juni 1957     | 6.000.000 | Erich Gruner | 590     |
|      | - „Ein junger Fahnenträger“ von Giovanni Battista Piazzetta                                                                                         | 40   | 26. Juni 1957     | 1.100.000 | Erich Gruner | 591     |
|      | Von der UdSSR zurückgeführte Gemälde der Dresdner Gemäldegalerie (III) - „Selbstbildnis im Kostüm einer Vestalin“ von Angelika Kauffmann            | 5    | 29. Juni 1959     | 6.000.000 | Erich Gruner | 693     |
|      | - „Dame mit dem Klöppelkissen“ von Gabriel Metsu | 10   | 29. Juni 1959     | 6.000.000 | Erich Gruner | 694     |
|      | - „Des Magisters Nichte Mademoiselle Lavergne“ von Jean-Étienne Liotard                                                                             | 20   | 29. Juni 1959     | 6.000.000 | Erich Gruner | 695     |
|      | - „Die Alte mit dem Kohlenbecken“ von Peter Paul Rubens                                                                                             | 25   | 29. Juni 1959     | 4.000.000 | Erich Gruner | 696     |
|      | - „Junger Mann im schwarzen Rock“ von Frans Hals | 40   | 29. Juni 1959     | 1.100.000 | Erich Gruner | 697     |